# Ralph Waldo Emerson
Ralph Waldo Emerson (Boston, 25. svibnja 1803. – Concord, Massachusetts, 27. travnja 1882.), američki filozof, esejist i pjesnik.

## Životopis
Po svojim idejama i utjecaju Emerson je bio središnja ličnost američkog intelektualnog života u 19. stoljeću. Njegovo predavanje pod naslovom Američki učenjak nazvano je "intelektualnom Deklaracijom nezavisnosti". Uređivao je list The Deal. Smatrao je da je pjesnikova uloga da nam pomogne uvidjeti ono stalno u onomu što je promjenjivo i prolazno.
U njegovim pogledima vidljivi su utjecaji platonizma, prevladanoga puritanizma, Swedenborga, istočnjačke mistike, njemačke romantike i engleskoga empirizma. Polazeći od teze o jedinstvu svijeta razmatra odnos Bog - Čovjek - Priroda. Drži kako načelo ljudskoga djelovanja treba biti u čovjekovu oslanjanju na sebe sama (Self-Reliance).

## Djela
Značajniji Emersonovi naslovi:
- Priroda (Nature, 1836.), esej[3]
- Američki učenjak (The American Scholar, 1837.), predavanje
- Ogledi: prvi niz (Essays: First Series, 1841.)[4]
- Ogledi: drugi niz (Essays: Second Series, 1844.)
- Pjesme, (Poems, 1846.)
- Ugledni ljudi (Representative Men, 1849.), zbirka eseja[5]
- Engleske značajke (English Traits, 1856.), zbirka eseja
- Vođenje života (The Conduct of Life, 1860.), zbirka eseja[6]
- Društvo i osama (Society and Solitude, 1870.), zbirka eseja

## Vanjske poveznice
Ostali projekti
|  | Zajednički poslužitelj ima još gradiva o temi Ralph Waldo Emerson |
|  | Wikicitati imaju zbirke citata o temi Ralph Waldo Emerson         |

Mrežna mjesta
- The Complete Works of Ralph Waldo Emerson, Sabrana djela R. W. Emersona (engl.)
- The Ralph Waldo Emerson Society  Arhivirana inačica izvorne stranice od 3. svibnja 2012. (Wayback Machine) (engl.)
- Ralph Waldo Emerson: O samopouzdanju